# Stictopleurus crassicornis
Stictopleurus crassicornis (Linnaeus 1758) је врста стенице која припада породици Rhopalidae и потпородици Rhopalinae. 

## Распрострањење
Врста је распрострањена у већем делу Европе и у северној Азији (осим Кине).
У Србији се среће од низијских подручја до висина до 1500 метара надморске висине.

## Станиште
Насељава ливаде.

## Опис
Може достићи дужину од 6,7-8,2 мм. Тело је браон боје, а абдомен је често зеленкаст. На предњој ивици пронотума налазе се две мале тамносмеђе мрље које је тешко разликовати.

## Биологија
Одрасле јединке се могу наћи од јуна до септембра. Хране се различитим врстама из породице Asteraceae (главочике).

## Синоними
- Cimex crassicornis Linnaeus, 1758